# Volker Gäckle

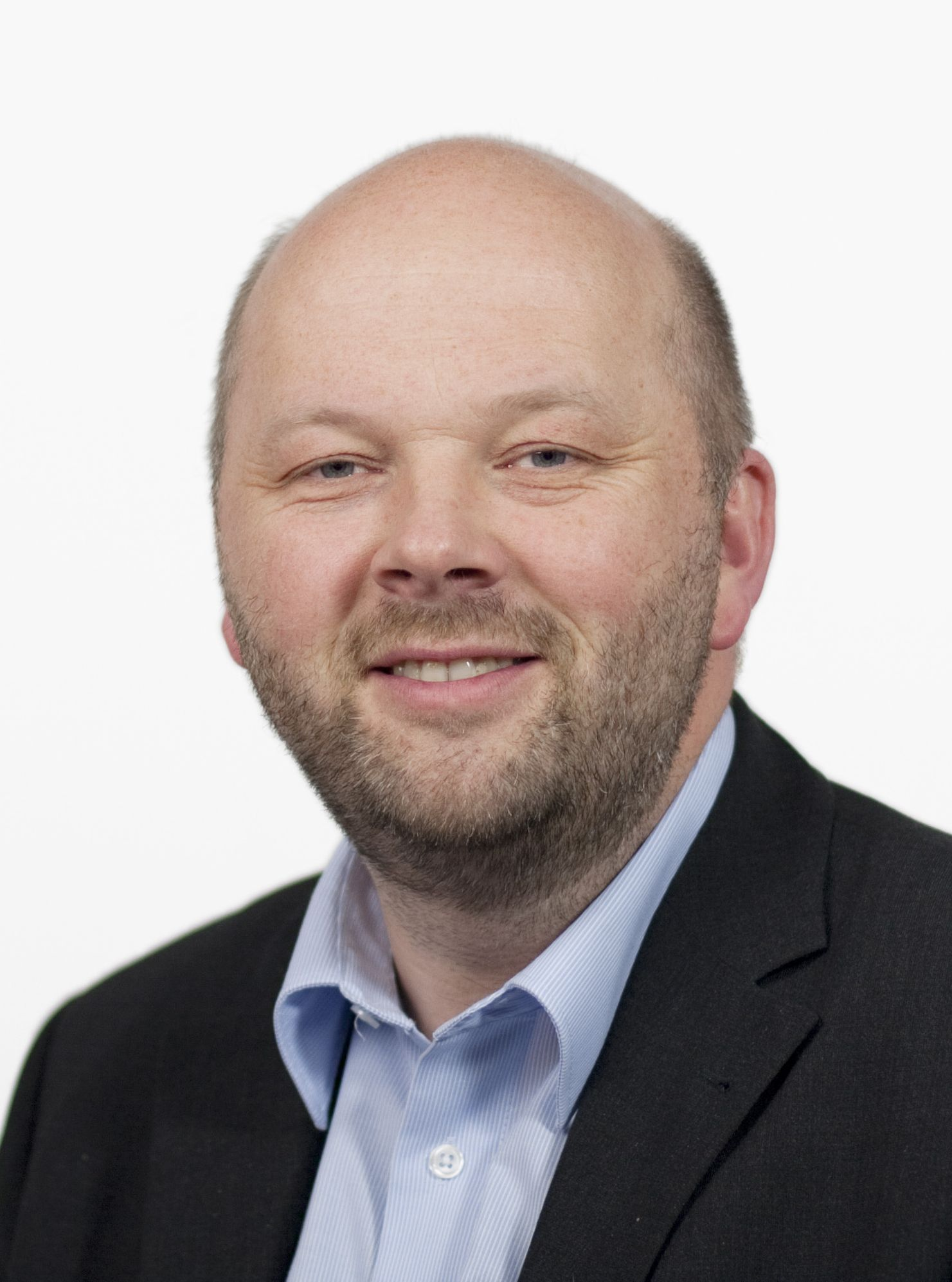
Volker Gäckle im Jahr 2011

Volker Gäckle (* 7. November 1964 in Stuttgart) ist ein deutscher Theologe, Pfarrer der Württembergischen Landeskirche, Rektor der Internationalen Hochschule Liebenzell und hat dort einen Lehrstuhl für Neues Testament inne.

## Leben und Wirken
Gäckle studierte von 1986 bis 1992 Evangelische Theologie in Tübingen und Marburg. 1992/1993 war er theologischer Lektor beim R. Brockhaus-Verlag (Wuppertal). Nach dem Vikariat zwischen 1993 und 1995 in der Württembergischen Landeskirche in Ostfildern-Ruit war er bis 2005 Studienassistent und Studienleiter für Neues Testament am Albrecht-Bengel-Haus in Tübingen. Unter Betreuung von Jörg Frey wurde er im Jahre 2005 an der Evangelisch-Theologischen Fakultät der Ludwig-Maximilians-Universität München mit einer Arbeit über Die Starken und Schwachen in Korinth und in Rom. Zur Herkunft und Funktion der Antithese in 1Kor 8,1–11,1 und in Röm 14,1–15,13 promoviert. Nach einem Jahr im Pfarrdienst in Herrenberg war er zwischen 2006 und 2011 Seminardirektor des Theologischen Seminars der Liebenzeller Mission und einer der Geschäftsführer der CTL gemeinnützige GmbH. Seit 2011 ist Gäckle Professor für Neues Testament an der Internationalen Hochschule Liebenzell und deren Gründungs-Rektor. Seine Forschungsschwerpunkte sind Paulinische Theologie, Geschichte des frühen Christentums sowie Theologie und Ethik des Neuen Testamentes. Zwischen 2007 und 2013 arbeitete er, wieder unter Betreuung von Jörg Frey, an seiner Habilitationsschrift über Allgemeines Priestertum. Zur Metaphorisierung des Priestertitels im Frühjudentum und Neuen Testament. Im Februar 2014 wurde er von der Theologischen Fakultät der Universität Zürich habilitiert. Ihm wurde die Lehrbefugnis (Venia Legendi) für das Gebiet „Neues Testament“ erteilt und der Titel eines Privatdozenten verliehen.
Von 1998 bis 2006 war Gäckle ehrenamtlicher Vorsitzender des CVJM-Landesverbandes Württemberg und war er einer der Nachfolger von Konrad Eißler als Prediger bei den Stuttgarter Jugendgottesdiensten, die 1980 ihren Anfang nahmen. Er engagiert sich am Runden Tisch der Koalition für Evangelisation in Deutschland, einer Arbeitsgruppe der evangelikalen Lausanner Bewegung. Seit 2012 gehört er dem Leitungskreis dieser Arbeitsgruppe an. Er zählt zum Vorstand der Lebendige Gemeinde. Christusbewegung in Württemberg.
Gäckles Buch Das Neue Testament und Israel (2009) widmet sich vieldiskutierten Streitfragen. Darin sieht er Israel weiterhin als „Volk Gottes“, verweist aber auch auf das Schweigen des Neuen Testaments über die alttestamentlichen Israel-Verheißungen; Gäckle spricht von einer „Entgrenzung“ der Landverheißungen des Alten Testaments: Nun sei die ganze Erde das Ziel von Gottes Herrschaft.

## Privates
Volker Gäckle ist seit 1992 mit Bettina verheiratet. Das Paar hat drei Kinder und wohnt in Stammheim bei Calw.

## Auszeichnungen
Gäckle erhielt 2015 den Johann-Tobias-Beck-Preis für sein Werk über Allgemeines Priestertum – Zur Metaphorisierung des Priestertitels im Frühjudentum und Neuen Testament. Seine Habilitationsschrift sei „eine anspruchsvolle, exegetisch solide und in ihren differenzierten Darlegungen kraftvolle Untersuchung“, so der AfeT-Vorsitzende Christoph Raedel. Die Laudatio hielt Rainer Riesner.

## Veröffentlichungen
- Die Starken und die Schwachen in Korinth und in Rom, Mohr Siebeck Verlag, Tübingen 2005. ISBN 978-3-16-148678-4.
- Bibel ist mehr: Der unbekannte Bestseller, SCM Hänssler,  Holzgerlingen 2008. ISBN 978-3-7751-4891-7.
- Das Neue Testament und Israel, Brunnen Verlag (Gießen) 2009. ISBN 978-3-7655-1428-9.
- Allgemeines Priestertum. Zur Metaphorisierung des Priestertitels im Frühjudentum und Neuen Testament, Mohr Siebeck Verlag, Tübingen 2014. ISBN 978-3-16-153234-4.
- Das Reich Gottes im Neuen Testament. Auslegungen – Anfragen – Alternativen (Reihe: Biblisch-Theologische Studien – Band 176), Vandenhoeck & Ruprecht, Göttingen 2018, ISBN 978-3-7887-3296-7.
- Theologische Positionierungen. Kleine Beiträge, (Edition IHL 2; Hrsg.: Roland Deines), regeneratio, Schömberg 2024, ISBN 978-3-946562-03-0.

als Mitherausgeber
- mit Joachim Rieger: Der Mensch in Gottes Heilsgeschehen. Eine biblische Anthropologie für die Gemeinde. SCM Hänssler, Holzgerlingen 1996, ISBN 978-3-7751-2477-5.
- mit Ulrich Scheffbuch: Warum das Kreuz? Die Frage nach der Bedeutung des Todes Jesu. SCM R. Brockhaus, Wuppertal 1998, ISBN 978-3-4172-9080-6.
- mit Ulrich Scheffbuch: Von Gott gepackt! Ein Leben mit himmlischen Aussichten, SCM Hänssler, Holzgerlingen 1999. ISBN 978-3-7751-3352-4.
- mit Jürgen Schuster: Der Paradigmenwechsel in der Weltmission: Chancen und Herausforderungen nicht-westlicher Missionsbewegungen, Lit Verlag, Berlin 2014, ISBN 978-3-643-12374-9.
- mit Jürgen Schuster: Das Evangelium und die Religionen. Religionskundliche Fragen – religionstheologische Folgerungen, Lit Verlag, Berlin 2015, ISBN 978-3-643-12886-7.
- mit Jürgen Schuster: Religionsfreiheit, Meinungsfreiheit und christlicher Glaube (Reihe: Interkulturalität & Religion, Band 5), Lit Verlag, Berlin 2017, ISBN 978-3-643-13829-3.
- mit Jürgen Schuster und Harald Jung: Europa, wie hältst du's mit der Religion? Zum Verhältnis von Religion und Gesellschaft, Lit Verlag, Berlin 2020, ISBN 978-3-643-14476-8.
- mit Jürgen Schuster: Mission im 21. Jahrhundert. Überlegungen und Perspektiven zur Zukunft der christlichen Weltmission, Lit Verlag, Berlin 2024, ISBN 978-3-643-25121-3.

als Mitautor
- mit Benjamin Schliesser, Reinhard Feldmeier, Jörg Frey (Hrsg.): Geist: Phänomenologie – Religionsgeschichte – Theologie. Ein Kompendium (= Wissenschaftliche Untersuchungen zum Neuen Testament. (WUNT I) 542), Mohr Siebeck, Tübingen 2025, ISBN 978-3-16-164848-9.

### Aufsätze
- Zur Deutung des Todes Jesu in den Evangelien, in: Warum das Kreuz?, S. 53–86.
- Sühne und Versöhnung bei Paulus, in: Warum das Kreuz?, S. 87–106.
- Die Endzeitverkündigung Jesu, in: Rolf Hille (Hrsg.): Worauf können wir hoffen? Die Zukunft der Welt und die Verheißung des Reiches Gottes, Wuppertal 1999, S. 89–116.
- Überlegungen zur Auslegung der Offenbarung, in: Rolf Hille (Hrsg.): Worauf können wir hoffen? Die Zukunft der Welt und die Verheißung des Reiches Gottes, Wuppertal 1999, S. 117–150.
- Glaube und Individualität – die Bedeutung der geistlichen Erfahrung im frühen Pietismus, in: Eberhard Hahn (Hrsg.): Was hält Christen zusammen? Die Herausforderung des christlichen Glaubens durch Individualismus und Erlebnisgesellschaft, Wuppertal 2000, S. 107–146.
- Fromme Wünsche in veränderter Zeit – Herausforderungen für den Pietismus im 21. Jahrhundert, in: Hartmut Schmid (Hrsg.): Was will der Pietismus? Historische Beobachtungen und aktuelle Herausforderungen, Wuppertal 2002, S. 189–218. ISBN 978-3-417290950.
- Bist du es, der da kommen soll? – Historische und biblische Argumente zur Frage der Messianität Jesu, in: Martin Flaig (Hrsg.): Warum Jesus? Antworten auf die Frage nach der Mitte des christlichen Glaubens, Wuppertal 2003, S. 33–58. ISBN 978-3-417290998.
- Wenn ihr zusammenkommt ... Die Gottesdienste der ersten Christen, in: Rolf Sons (Hrsg.): Wie feiern wir Gottesdienst? Gemeinde zwischen Tradition und Erlebniskultur, Wuppertal 2005, S. 37–60. ISBN 978-3-417291025.
- Historische Analyse II: Die griechisch-römische Umwelt, in: Heinz-Werner Neudorfer und Eckhard J. Schnabel (Hrsg.): Das Studium des Neuen Testaments, Wuppertal 2006, S. 141–180. ISBN 978-3-765594304.
- Der Dienst der Frau aus neutestamentlicher Perspektive, in: Wilfrid Haubeck und Wolfgang E. Heinrichs (Hrsg.): Pastorinnen. Aspekte zu einem aktuellen Thema, Bundes-Verlag, Witten 2008, ISBN 978-3-933660-85-5, S. 9–41.
- Die Mission und das liebe Geld – Neutestamentliche Beobachtungen, in: Klaus W. Müller (Hrsg.): Geld und Mission. Referate der Jahrestagung 2009 des AfeM, Nürnberg 2009, S. 11–31.
- Rechtfertigung – oder: Warum sich Gottes Gerechtigkeit als Gnade erweist, in: Michael Diener, Christoph Morgner und Theo Schneider (Hrsg.): Grundbegriffe des Glaubens – verständlich erklärt, Gießen 2011, S. 231–242. ISBN 978-3-765514753.
- Das Konzept der „holistischen Mission“ im Licht des Neuen Testaments, in: em 26 (2010), S. 6–23.
- Missionstheologische Fragen und Horizonte des 20. Jahrhunderts, in: Michael Herbst und Birgit Winterhoff (Hrsg.): Von Lausanne nach Kapstadt. Der dritte Kongress für Weltevangelisation (BEG Praxis), Neukirchen-Vluyn 2012, S. 11–15. ISBN 978-3-761558805.
- Die Kapstadt-Verpflichtung. Eine kritische Würdigung, in: Michael Herbst und Birgit Winterhoff (Hrsg.): Von Lausanne nach Kapstadt. Der dritte Kongress für Weltevangelisation (BEG Praxis), Neukirchen-Vluyn 2012, S. 208–223. ISBN 978-3-761558805.
- Die gegenwärtige und die zukünftige βασιλεία in der Verkündigung Jesu, S. 11–34, in: Arthur Rempel GBFE (Hrsg.) Reich Gottes – Veränderung – Zukunft: Theologie des Reiches Gottes im Horizont der Eschatologie, Verlag epubli 2014, ISBN 978-3-8442-9736-2.
- Einblicke ins Jenseits? Überlegungen zur biblisch-theologischen Bewertung von Nahtoderlebnissen. In: Akzente für Theologie und Dienst, 114/2 (2019), S. 60–67.
- Falsch verstanden? Paulus, Luther und die „New Perspective on Paul“. In: Klaus W. Müller und Elmar Spohn (Hrsg.): Interkulturelle Theologie versus Missiologie. Beiträge zu Geschichte – Mission – Theologie (Festschrift für Bernd Brandl zum 65. Geburtstag), VTR Verlag, Nürnberg 2020, ISBN 978-3-95776-101-9, S. 194–212.
- Jesu Sterben als Sühnetod: Der Tod Jesu bei den Synoptikern, Johannes und Paulus. In: Armin Daniel Baum und Rob van Houwelingen (Hrsg.): Kernthemen neutestamentlicher Theologie: Ein Studienbuch, Brunnen-Verlag, Gießen 2021, ISBN  978-3-7655-9575-2.

### Lexikonartikel
- Artikel in Evangelisches Lexikon für Theologie und Gemeinde, 1. Aufl. (ELThG1), 1999. ISBN 978-3-417246742.
  - Absolute. Das Apostolische Glaubensbekenntnis
  - Aristoteles/Aristotelismus
  - Bekenntnisschriften
  - Belgien
  - Berufung – theologiegeschichtlich
  - Brüderbund, Württembergischer
  - Brunner, Peter
  - Bund – systematisch-theologisch
  - Buße – systematisch-theologisch
  - Buße – theologiegeschichtlich
  - Erfahrung/Erfahrungstheologie
  - Frankreich
  - Geist, Heiliger – theologiegeschichtlich
  - Gemeinde – theologiegeschichtlich und konfessionskundlich
  - Gerechtigkeit – systematisch-theologisch
  - Gerechtigkeit – theologiegeschichtlich
  - Gerhardt, Paul
  - Gnade – systematisch-theologisch
  - Goppelt, Leonhard
  - Gottesurteil. Leiblichkeit
  - Machiavelli, Niccolo
  - Mensch – systematisch-theologisch
  - Mensch – theologiegeschichtlich
  - Moritz von Sachsen
- Artikel in Evangelisches Lexikon für Theologie und Gemeinde, (ELThG2), Band 1, 2017
  - Ehe II. – religionsgeschichtlich
  - Entrückung I. – religionsgeschichtlich
  - Götzendienst – biblisch